# Спарк, Мюриэл
Дама Мюриэл Сара Спарк (англ. Muriel Sarah Spark; 1 февраля 1918 — 13 апреля 2006) — шотландская писательница и литературный критик.

## Биография
Родилась в районе Брунтсфилд в Эдинбурге, в семье инженера Бернарда Камберга и Сары Элизабет Мод (урожденной Уэззелл). Ее отец был евреем, родившимся в Эдинбурге в семье литовских иммигрантов, а ее мать-англичанка воспитывалась в англиканских традициях. Получила образование в эдинбургской женской школе Джеймса Гиллеспи. Провела несколько лет в Южной Родезии (ныне Зимбабве), там же в 1938 вышла замуж за Сиднея Освальда Спарка. У пары родился сын Робин, но брак распался, и Мюриэл Спарк вернулась в Англию и поступила на работу в разведывательный отдел Министерства иностранных дел.
Литературную карьеру Спарк начала в качестве литературного критика, опубликовав несколько биографий британских литераторов XIX века, в частности книгу «Дитя света: переоценка Мэри Шелли» (англ. Child of Light: A Reassessment of Mary Shelley, 1951), «Джон Мейсфилд» (англ. John Masefield, 1953) и «Эмили Бронте: её жизнь и творчество» (англ. Emily Brontё: Her Life and Work, 1953). Мюриэл является автором поэтического сборника «Фанфарло и другие стихотворения» (англ. Fanfarlo and Other Verse, 1952).
Спарк уже получила признание как критик и поэт, когда предприняла свою первую попытку написать художественную прозу — рассказ «Серафим и Замбези» (The Seraph and the Zambezi), который послала на Рождественский литературный конкурс 1951 года,  лондонским журналом «Observer». Рассказ получил высшую награду и привлек внимание необычной разработкой рождественской темы.
В это же время Спарк переживала кризис веры. На всем протяжении этого кризиса она получала финансовую и психологическую помощь от Грэма Грина, в своё время перешедшего в католичество. В 1954 Спарк сама обращается в католичество. Её решение поддержали Грэм Грин и Ивлин Во. Этот шаг оказал огромное влияние на её творчество, в котором стали появляться религиозные мотивы и исследоваться соответствие жизни людей христианским заповедям.
Способность писательницы создавать тревожащие и неотразимые характеры, вызывая беспокойное ощущение нравственной неопределенности, отчетливо проявилась в романе «Утешители» (The Comforters, 1957). В 1959 Спарк пережила первый большой успех после выхода в свет романа Memento mori, который можно назвать «пляской смерти» группы стареющих интеллектуалов, не прекращающих ссориться и соперничать даже в то время, когда один за другим умирают. После этого романа некоторые критики сравнивали Спарк с А. Комптон-Бернетт и Ивлином Во.
В 1961 году Спарк опубликовала роман, ставший, по общему мнению, её шедевром, — «Мисс Джин Броуди в расцвете лет» (The Prime of Miss Jean Brodie). В 1966—1968 годах по нему была поставлена ставшая известной пьеса, затем — знаменитый фильм (1969) с участием Мэгги Смит и, наконец, — шестисерийный телефильм, вновь имевший международный успех в 1978 и 1979.
В 1993 году, в возрасте 75 лет, Спарк написала автобиографию (англ. Curriculum Vitae), дабы исправить допущенные критиками ошибки и неточности, а также собрать воедино факты, касающиеся её жизни и творчества. В автобиографии писательница рассказывает о первых тридцати девяти годах жизни — вплоть до опубликования первого романа «Утешители». В 1993 года Спарк была удостоена ордена Британской империи. В 1997 году получила премию Дэвида Коэна.

## Произведения

### Романы и рассказы
- Утешители / The Comforters (1957)
- Робинзон / Robinson (1958)
- Memento mori / Memento Mori (1959)
- Баллада о предместье / The Ballad of Peckham Rye (1960)
- Холостяки / The Bachelors (1960)
- Мисс Джин Броди в расцвете лет / The Prime of Miss Jean Brodie (1961)
- Девушки со скромными средствами / The Girls of Slender Means (1963)
- Мандельбаумские ворота[англ.] / The Mandelbaum Gate (1965)
- На публику / The Public Image (1968)
- Сиденье водителя / The Driver’s Seat (1970)
- Не беспокоить / Not to Disturb (1971)
- Теплица на Ист-Ривер / The Hothouse by the East River (1973)
- Аббатиса Крусская / The Abbess of Crewe (1974)
- Передел / The Takeover (1976)
- Территориальные права / Territorial Rights (1979)
- Умышленное промедление / Loitering with Intent (1981)
- Единственная проблема / The Only Problem (1984)
- Далеко не Кенсингтон / A Far Cry From Kensington (1988)
- Симпозиум / Symposium (1991)
- Реальность и мечты / Reality and Dreams (1996)
- Пособники и подстрекатели / Aiding and Abetting (2000)
- Старшие классы / The Finishing School (2004)